# Olivér
Olivér est un prénom hongrois masculin.

## Étymologie
Le prénom francophone Olivier semble ne pas dériver de l'arbre fruitier olivier (Olea europaea), mais apparaître en chanson de gestes comme une transcription d'un nom de chevalier gothique Alfihar.

## Fête
Les Olivér sont fêtés 21 novembre, plus rarement le 5 mars, le 5 juillet ou le 11 juillet.